# 루스키 대교
루스키 대교(러시아어: Русский мост)는 러시아 블라디보스토크에 있는 동보스포루스 해협을 가로지르는 자동차 전용 다리이다.

## 연혁
루스키 대교는 2012년 아시아 태평양 경제 협력체 블라디보스토크 정상 회담이 열리는 루스키섬을 육지와 연결하기 위해 만들어졌다. 2009년 러시아와 일본 정부의 합의에 따라 일본측 대형 중장비 업체가 건설 기계 공급 등 기술 협력을 실시했다. 교량은 2012년 4월 13일에 완공되었고, 블라디보스토크시 수립 기념일인 7월 2일에 개통식이 열렸으며 8월 2일에 정식으로 개통되었다.